# Marek Wojdaszka
Marek Wojdaszka (ur. 28 czerwca 1955 w Puławach) – polski piłkarz grający na pozycji pomocnika.
Piłkę nożną zaczął trenować w Wiśle Puławy. W 1974 roku został wypatrzony przez trenera Leszka Krzysiaka i trafił do Radomiaka. Początkowo grał w ataku, a później na pomocy. Był królem strzelców II ligi, drugiej klasy ligowej.
W 1984 roku z drużyną awansował do I ligi. Rok później w klasyfikacji końcowej o mistrzostwo Polski radomianie zajęli 15. miejsce i zostali zdegradowani. Wojdaszka rozegrał wówczas w najwyższej lidze 22 mecze i strzelił 1 bramkę. W barwach Radomiaka występował jeszcze przez kilka sezonów. Potem grał przez 3 lata w rzeszowskiej Stali. Karierę piłkarską zakończył jako zawodnik Wisły Puławy.
Na początku lat 90. zamieszkał z rodziną na stałe w Kanadzie. Tam również grał w polonijnym zespole Toronto Falcons.